# 森林鉄道

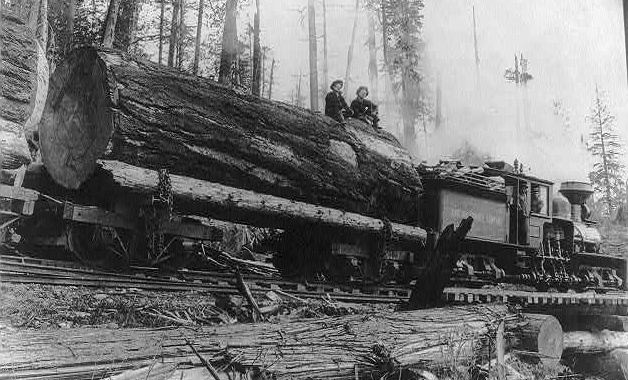
アメリカ合衆国の森林鉄道の一例(1908年)

森林鉄道（しんりんてつどう）とは、森林から生産される木材を搬出するために設けられた産業用鉄道である。日本の場合、急峻な山岳地形に対応するため、軌間が狭くカーブの曲率も高い線形が特徴である。山間奥部に集落や飯場が存在するため客扱いを行った路線も存在する。

## 日本の森林鉄道

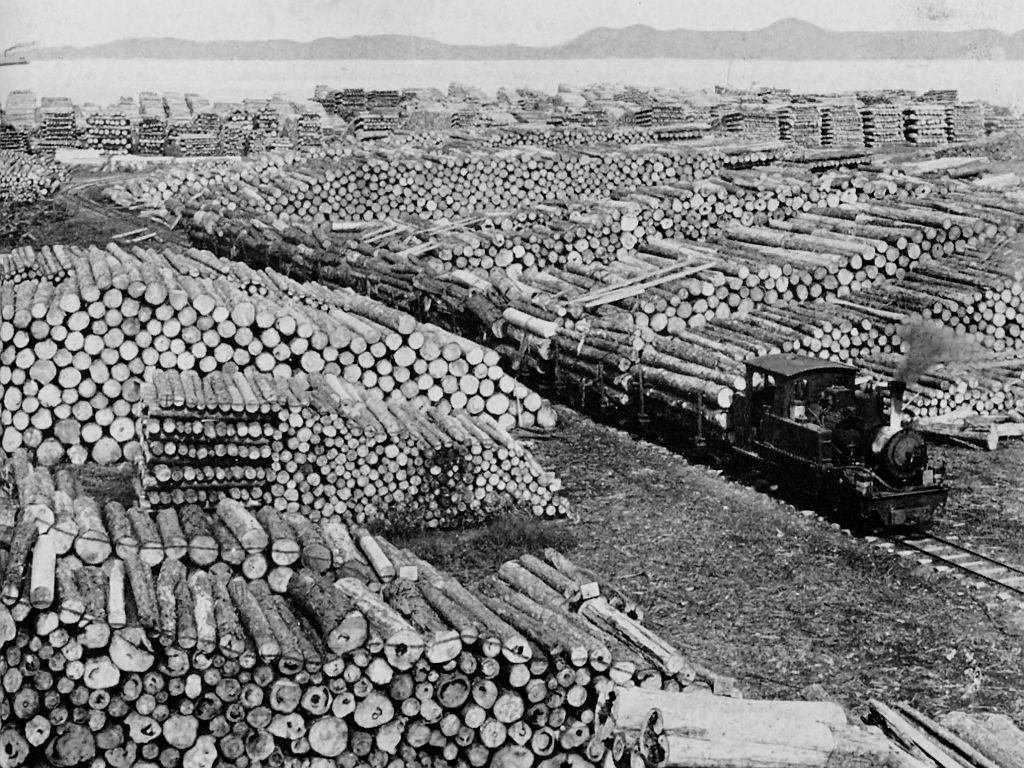
津軽森林鉄道

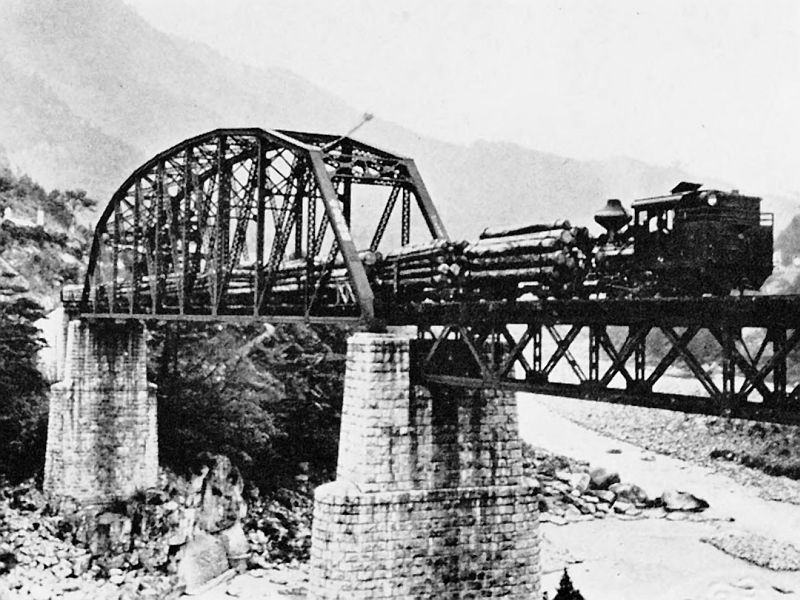
木曽森林鉄道

明治時代の後半、欧米列強の脅威から国を守るために富国強兵と殖産興業に邁進していた日本では、国産木材の需要が急速に高まった。しかし、古来から行われていた筏による木材の水上輸送は、常に商品である木材の紛失と水難事故の危険を伴うもので、計画的な物流が難しかった。そこで、森林鉄道の建設を目指す機運が全国で高まった。また、水力発電のためのダムの建設により水上輸送が不可能になることへの補償として、電力会社主導で敷設されることもあった。
日本の森林鉄道の歴史は、1901年（明治34年）に開通した阿寺軽便鉄道に始まる。ただしこれは林内で働く従業員の生活物資の運搬を目的としていた。木材の輸送を目的とした本格的な森林鉄道は、1909年（明治42年）12月20日に一部区間が開通した津軽森林鉄道が最初となる。その後、長野県の木曽、高知県の魚梁瀬をはじめとして、全国各地の林産地帯に大小さまざまな森林鉄道が建設された。また、当時は日本の一部だった台湾にも、同様に阿里山森林鉄路などの森林鉄道が建設された。
軌間は殆どが762mm でいわゆるナローゲージである。営林署が中心となって762mm を標準とし、例外的に610mm を採用していた模様であり、かなり小規模な路線でも鉱山用軌道や構内軌道に見られる508mm の軌間は採用されていなかった。運材台車や機関車の互換性の他に木材移動時の転覆の防止もあったものと考えられる。
1959年（昭和34年）、林野庁は「国有林林道合理化要綱」を発出し、これ以降に建設される林道は原則自動車道とし、既存の森林鉄道については原則自動車道に転換すると定めた。林道の整備と同時期にトラックの性能向上も進んだことから、1950年代後半より森林鉄道の廃止とトラック輸送への転換が進められていき、1975年までに安房森林鉄道を除く全ての国有林森林鉄道が廃止となった。国有林以外の森林鉄道もほとんどが廃止されており、国有林以外の森林鉄道で現存するのは京都大学演習林軌道のみとなっている。森林鉄道の廃止後の集材・運材方法としては、地形が急峻な地域を中心に索道による架線集材が用いられた他、路網（森林管理・木材搬出に用いる林道、林業専用道及び森林作業道の体系）整備によりトラックやフォワーダ（運材用高性能林業機械）による搬出が広く行われるようになった。他に、付加価値の高い木材の搬出にヘリコプターが用いられることもある。
21世紀に至っても、全国には森林鉄道の遺構である橋や軌道跡が多く残されている。中には、道路や遊歩道などに姿を変えて利用されている場所も多く、かつて林業で栄えた歴史を持つ地方自治体の中では、それらの観光や車両の動態保存を通じて地域振興を図る機運が高まっている。

### 運営組織
国有林の場合、その地域を管轄する営林署に運転主任・保線主任を置き、その下に機関手・保線手などの各現業機関が置かれ運営にあたった。ただし、津軽森林鉄道と王滝森林鉄道では路線が長大なことから、「運輸営林署」と呼ばれる森林鉄道の管理に専従する営林署（青森運輸営林署・上松運輸営林署）が置かれていた。

### 国有林における鉄道・道路等の整備状況
| 年度 | 鉄道（1級） | 軌道（2級） | 索道 | 自動車道 | 車道  | 木馬道 | 牛馬道 | 合計   |
| 1947 | 1,964       | 4,639       | 10   | -        | 9,394 | 1,495  | 4,178  | 21,680 |
| 1948 | 2,371       | 3,752       | 8    | 4,910    | 5,193 | 1,273  | 3,964  | 21,471 |
| 1949 | 2,421       | 3,751       | 15   | 5,048    | 4,779 | 1,176  | 3,950  | 21,140 |
| 1950 | 2,488       | 3,643       | 17   | 5,444    | 4,788 | 1,098  | 3,900  | 21,378 |
| 1951 | 2,592       | 3,602       | 22   | 6,071    | 4,422 | 1,012  | 3,932  | 21,653 |
| 1952 | 2,692       | 3,491       | 25   | 6,786    | 4,332 | 927    | 3,850  | 22,103 |
| 1953 | 2,103       | 3,930       | 25   | 7,560    | 4,243 | 832    | 3,840  | 22,533 |
| 1954 | 2,112       | 3,848       | 26   | 8,515    | 4,001 | 722    | 3,514  | 22,738 |
| 1955 | 1,819       | 4,103       | 28   | 9,423    | 3,752 | 708    | 3,331  | 23,164 |
| 1956 | 1,743       | 3,914       | 31   | 10,497   | 3,623 | 673    | 3,285  | 23,766 |
| 1957 | 1,740       | 3,876       | 29   | 10,527   | 3,615 | 673    | 3,286  | 23,746 |
| 1958 | 1,605       | 3,736       | 33   | 11,410   | 3,518 | 569    | 3,174  | 24,045 |
| 1959 | 1,474       | 3,348       | 34   | 12,383   | 3,428 | 521    | 3,142  | 24,330 |
| 1960 | 1,352       | 3,033       | 41   | 13,535   | 3,432 | 498    | 3,112  | 25,003 |
| 1961 | 1,164       | 2,737       | 40   | 14,535   | 3,441 | 380    | 2,760  | 25,057 |
| 1962 | 1,049       | 2,466       | 38   | 15,602   | 3,045 | 328    | 1,892  | 24,420 |
| 1963 | 900         | 2,095       | 36   | 17,010   | 2,859 | 290    | 1,628  | 24,818 |
| 1964 | 750         | 1,756       | 30   | 18,252   | 2,692 | 264    | 1,454  | 25,198 |
| 1965 | 602         | 1,285       | 21   | 19,536   | 2,690 | 232    | 1,317  | 25,683 |
| 1966 | 438         | 998         | 21   | 20,920   | 2,537 | 137    | 1,150  | 26,201 |
| 1967 | 326         | 779         | 17   | 22,052   | 2,368 | 81     | 926    | 26,549 |
| 1968 | 261         | 580         | 14   | 23,123   | 2,200 | 61     | 799    | 27,038 |
| 1969 | 170         | 321         | 9    | 24,347   | 2,142 | 54     | 653    | 27,696 |

- 1947年度の車道は自動車道含む
- 日本林業技術協会編『林業技術史』第4巻、日本林業技術協会、1974年、318頁

### 森林鉄道の主な事故
- 1951年（昭和26年）8月29日 - 北海道森林管理局岩見沢営林署の木材運搬列車が、幾春別駅を出発して3kmほど走行した橋の上で脱線。死者7人、重軽傷14人[4]。

### 現存する森林鉄道

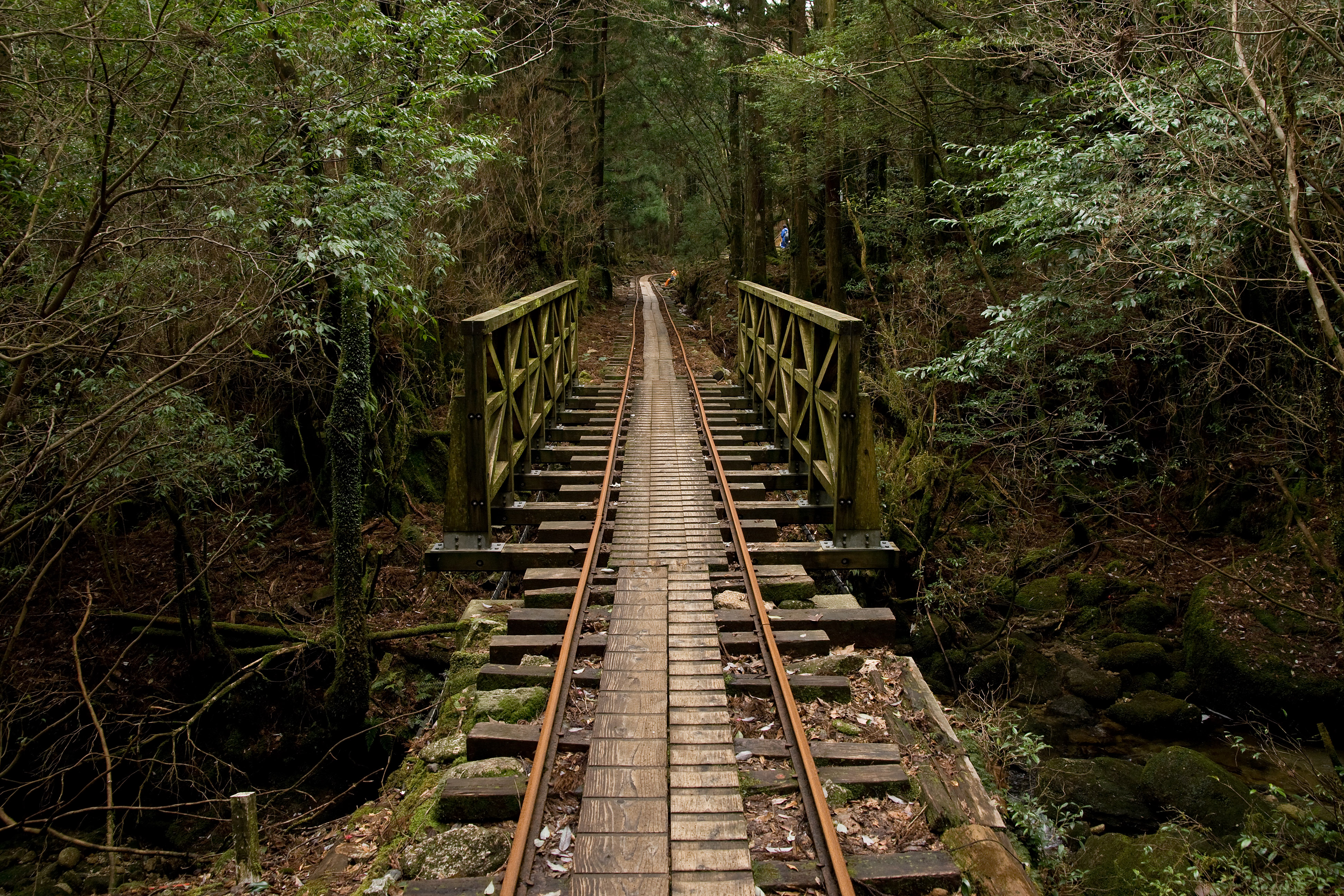
安房森林軌道

- 安房森林軌道（鹿児島県熊毛郡屋久島町）

安房－発電所間は発電所の整備の為に使われており、ダムより上流部では屋久杉の土埋木の運材の為に現在も用いられている。また、観光施設への物資の搬送業務も担う。
- 京都大学演習林軌道（京都府）

職員の林内巡視のために運行されているほか、登山客向けの観光資源としての側面も有している。

### 動態保存されている森林鉄道

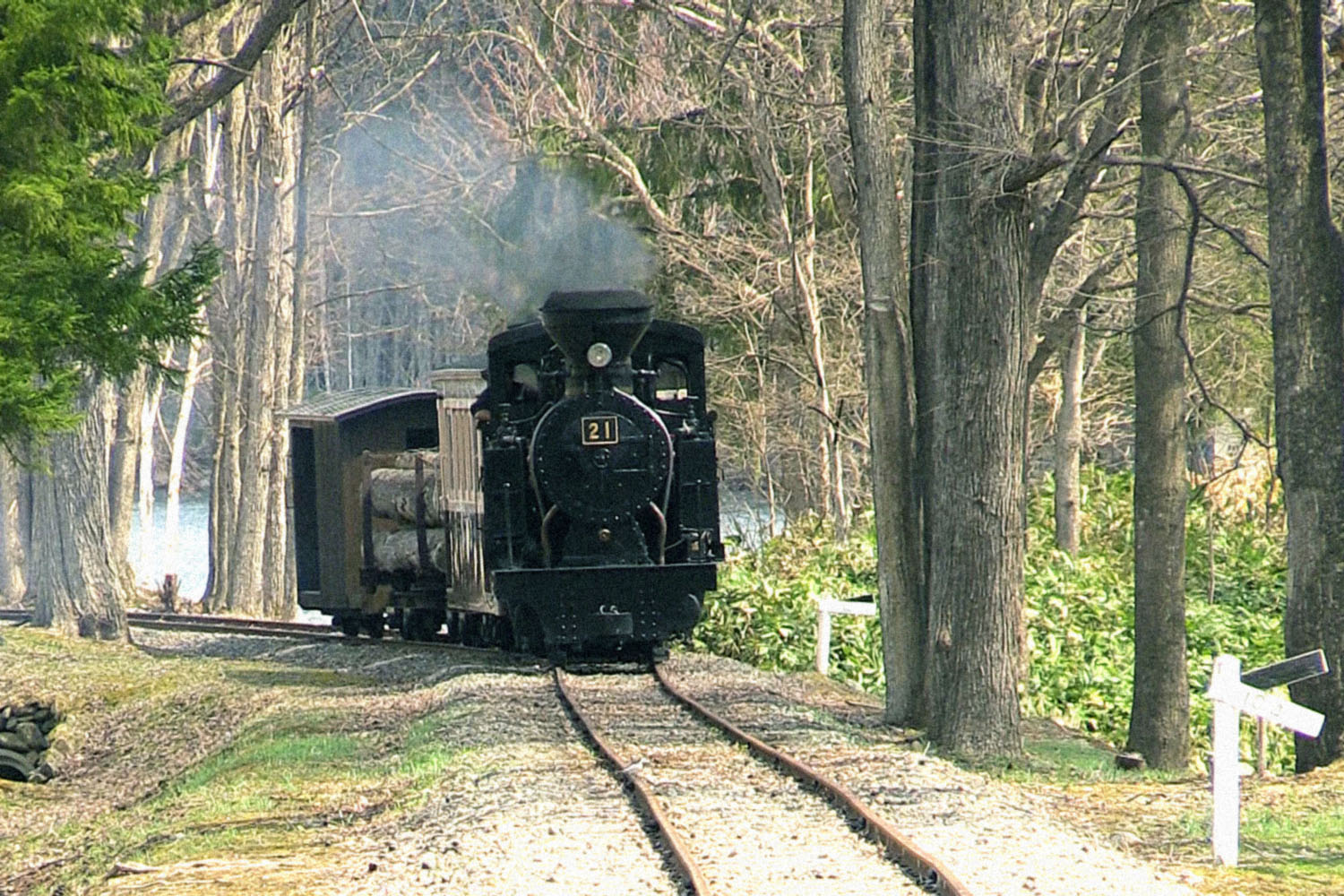
丸瀬布森林公園いこいの森園内軌道の一部となっている旧武利意森林鉄道線区間（2015年）

- まむろがわ温泉 梅里苑（山形県真室川町2014年は4/29から土日祝日運行。平日は10名以上の予約で運行）
- 丸瀬布森林公園いこいの森（北海道遠軽町丸瀬布）- 園内に武利意森林鉄道の路盤を一部使用した全長2kmの森林鉄道規格の軌道を敷設。
- 松原スポーツ公園（長野県王滝村)
- 赤沢自然休養林（長野県上松町）
- 梨元ていしゃば（長野県飯田市）
- 丸山公園（高知県馬路村）

### 廃止された主な森林鉄道
- 北海道
  - 羽幌森林鉄道
  - 温根湯森林鉄道
  - 置戸森林鉄道
  - 足寄森林鉄道
  - 斗満森林鉄道
  - 淕別森林鉄道
  - 津別森林鉄道
  - 武利意森林鉄道
  - 定山渓森林鉄道
  - 芦別森林鉄道
  - 古丹別森林鉄道
  - 幾春別森林鉄道
  - 主夕張森林鉄道・下夕張森林鉄道
  - 王子軽便鉄道（王子製紙所有）

- 青森県
  - 津軽森林鉄道
  - 川内森林鉄道
  - 大畑森林鉄道
- 岩手県
  - 水沢森林鉄道

- 秋田県
  - 長木沢森林鉄道
  - 鷹巣森林鉄道
  - 杉沢森林鉄道
  - 仁別森林鉄道
  - 森吉森林鉄道
  - 玉川森林鉄道
- 宮城県
  - 定義森林鉄道
  - 新川森林鉄道
- 福島県
  - 浪江森林鉄道
  - 本宮林用軌道
- 群馬県
  - 根利森林鉄道
- 埼玉県
  - 武州中津川森林鉄道
  - 東京大学演習林軌道
  - 入川森林鉄道
- 神奈川県
  - 世附森林鉄道
- 静岡県
  - 千頭森林鉄道
  - 水窪森林鉄道
  - 気田森林鉄道
  - 熊切森林鉄道
- 長野県
  - 木曽森林鉄道
  - 浦森林鉄道
  - 黒河内森林鉄道
  - 遠山森林鉄道
  - 阿寺軽便鉄道
- 愛知県
  - 設楽森林鉄道
    - 田峯森林鉄道
    - 田口森林鉄道

  - 田口鉄道
- 岐阜県
  - 付知森林鉄道
  - 双六・金木戸森林鉄道
  - 湯舟沢森林鉄道（岐阜県・長野県）
  - 恵那山森林軌道

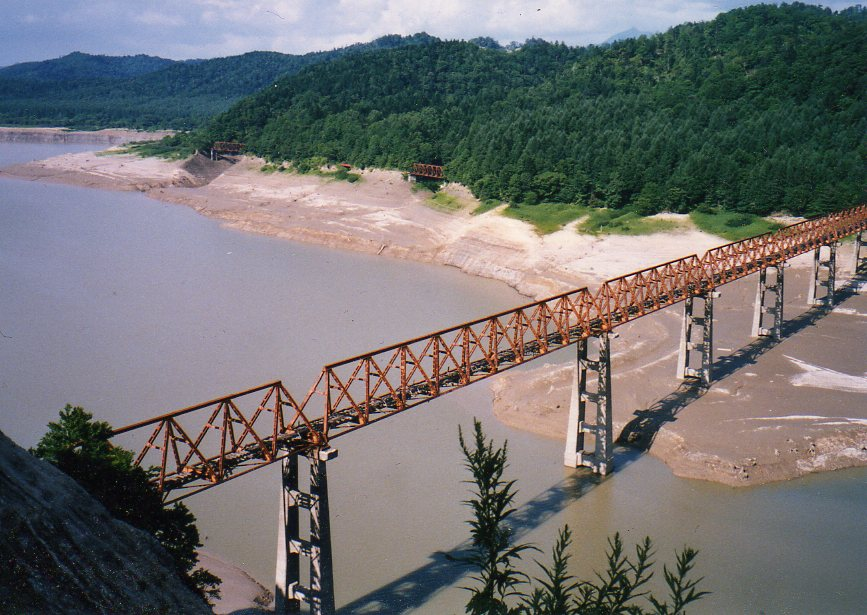
大夕張営林署管内三弦橋

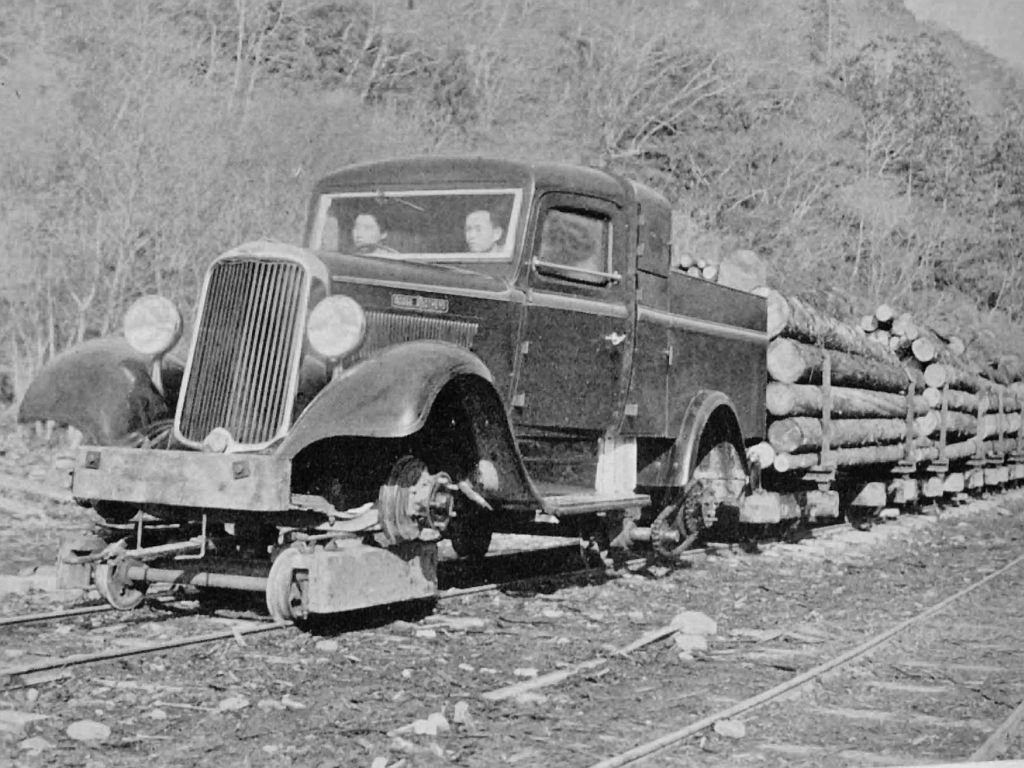
川内森林鉄道軌陸車

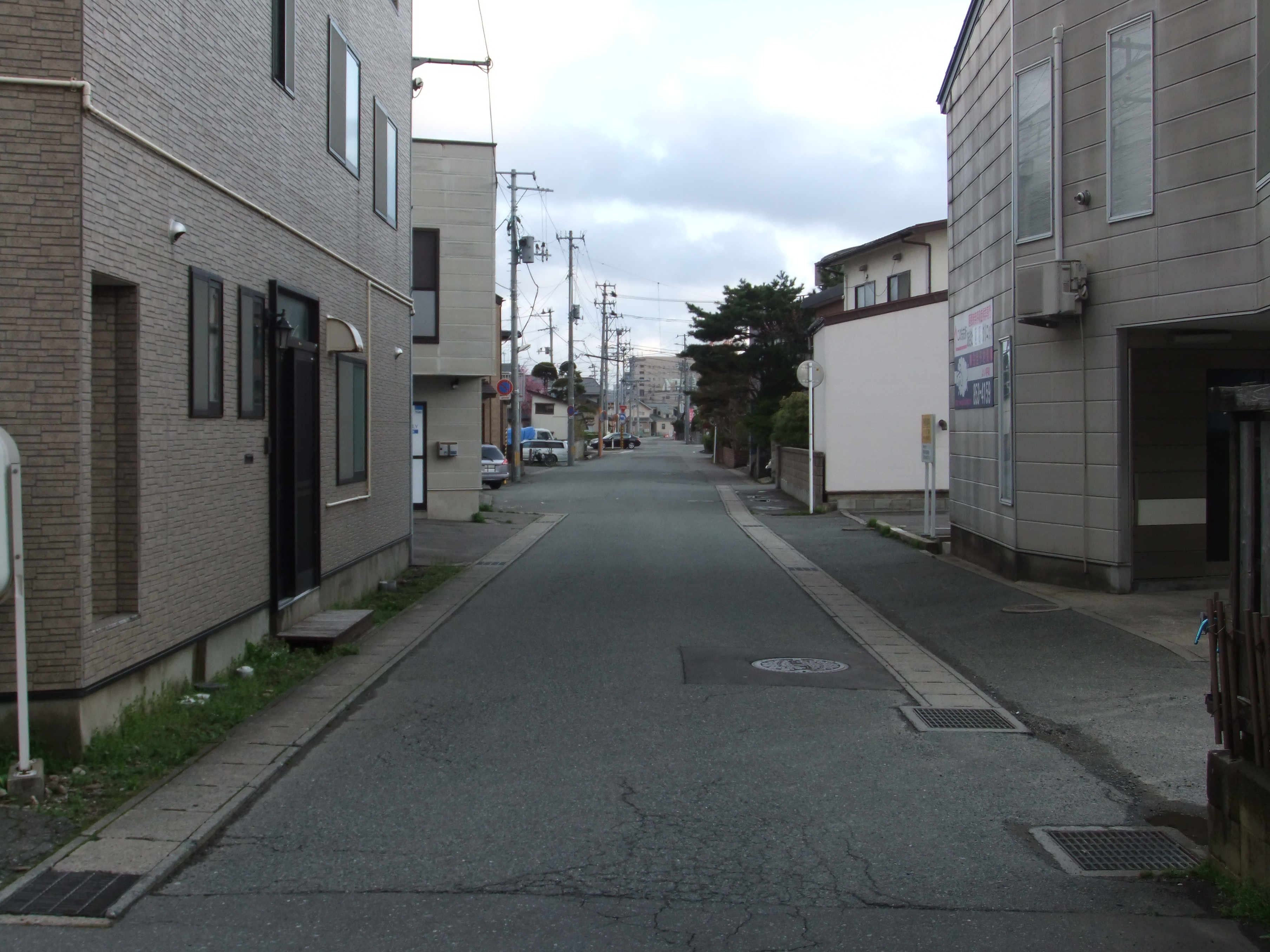
仁別森林鉄道線路跡

  - 坂川鉄道 - 廃止後、営林局へ譲渡。坂下森林鉄道の一部となる
  - 七宗森林鉄道
  - 小坂森林鉄道
- 三重県
  - 相賀森林鉄道
  - 大杉谷森林鉄道
  - 二ノ俣森林鉄道
- 和歌山県
  - 高野山森林鉄道
  - 土場連絡用軌道
- 兵庫県
  - 波賀森林鉄道

- 高知県
  - 魚梁瀬森林鉄道
- 熊本県
  - 内大臣森林鉄道
    - 監物台樹木園に機関車が保存されている。
- 宮崎県
  - 綾森林鉄道

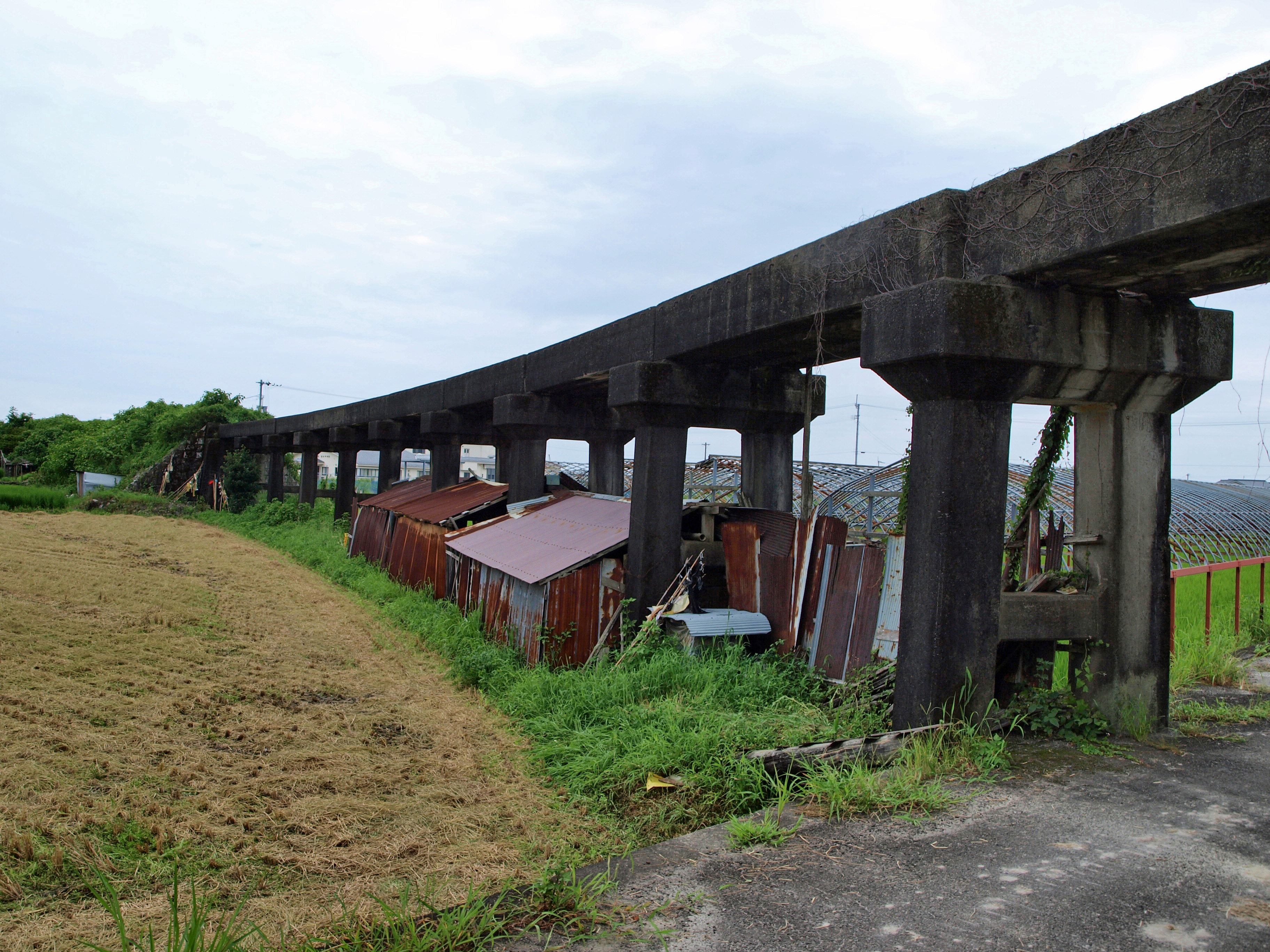
魚梁瀬森林鉄道高架橋

  - 巣之浦森林鉄道 巣之浦線16.8km大幡線12.0km。霧島山の国有林を小林駅 (宮崎県)まで搬出するため建設。運行停止は1965年頃

## 森林鉄道と森林軌道
森林鉄道の中には、森林軌道の名称を使用しているものがある。森林軌道も森林鉄道の一種であるが、正確に言えば、森林鉄道は大きく、1級線と2級線、作業軌道に区別されており、1級線が森林鉄道、2級線が森林軌道という。作業軌道に対し、1級線と2級線を土木軌道ともいう。林野庁では「軌道」を動力車を持たず人力・畜力や勾配を利用して列車を走らせるもの、「鉄道」を動力車により列車を走らせるものと当初区分したが、やがて軌道でも動力車が用いられるようになった。
森林鉄道と森林軌道、作業軌道の違いは規格の違いにより、森林軌道規格の森林鉄道路線も存在する。当初は両者の区分は曖昧であったが、1953年（昭和28年）に林野庁によって一定の規格が定められた。林野庁通達による区分は次の通りである。
- 1級線（森林鉄道）
  - 最小曲線半径：30m 以上
  - 勾配限度：40‰
  - 軌条：10kg 以上
  - 道床厚み：100mm
- 2級線（森林軌道）
  - 最小曲線半径：10m 以上
  - 勾配限度：50‰
  - 軌条：9kg（人力線は6㎏）
  - 道床厚み：70mm
- 作業軌道
  - 仮設的に施設され簡易構造の軌道。路盤が無いものが多く、伐採の進捗により仮設される場合が多い。殆どは伐採終了後に撤去されるが、整備され、1級線、2級線になるものもある。

## 日本国外の森林鉄道

### 現存する森林鉄道
- 阿里山森林鉄路（台湾嘉義市、嘉義県、南投県） - かつて台湾が日本の一部だった時代に建設された歴史的経緯があり、線路の規格などが日本の森林鉄道と同一である。
- 太平山森林鉄路（一部トロッコ観光化、台湾宜蘭県）

### 廃止された森林鉄道
- 羅東森林鉄路（台湾・宜蘭県羅東鎮）
- 嵐山森林鉄路（台湾・花蓮県）
- 哈崙森林鉄路（中国語版）（同上）
- 葦河森林鉄路（中国黒竜江省）
- モルタビッタ森林鉄道（ルーマニア）
- シンプルチャタッイ森林鉄道（ルーマニア）